# Xã Franklin, Quận Hendricks, Indiana
Xã Franklin (tiếng Anh: Franklin Township) là một xã thuộc quận Hendricks, tiểu bang Indiana, Hoa Kỳ. Năm 2010, dân số của xã này là 1.297 người.